# فرح أبو شويشة
فرح أبو شويشة (بالآيرلندية Farah Abushwesha) منتجة ومخرجة أفلام حائزة على جوائز من أصول ليبية وآيرلندية. كما رشحت لعدة جوائز بينها جائزة أفضل مخرجة أفلام قصيرة في أيرلندا.
ولدت أبو شويشة لأم آيرلندية وأب ليبي هو التشكيلي والقاص ومراسل وكالة الأنباء الليبية السابق رضوان أبو شويشة. عملت في تلفزيون وارنر بروذرز، تي إن تي، كارتون نيتورك وشركة الصور المتحركة "MPC".
فرح حاصلة على شهادة في الصحافة، كما درست التمثيل في The Poor School في لندن، انكلترا. كما عملت كمذيعة راديو في إيرلندا وفرنسا. وكمراسلة لـ Boulevard Magazine وIrish Eyes الباريسيتان.
اختيرت فرح من قبل البافتا «كموهبة تستحق المتابعة» وذلك في عدد 2006 من مجلة "Bafta Academy Magazine". تقوم فرح باعداد عدة أفكار وتصورات حول مجموعة من الأفلام المقتبسة على قصص واقعية وعلى روايات أبيها رضوان أبوشويشة القصيرة.

## إنتاج
- Sir Alan Sugar Challenge 2006
- News from Heaven 2006
- Apartment 406 2006
- The Pistachio Nut 2005
- No Deposit, No Return 2004
- The Welcome Committee 2004

## إخراج
- The Sharer  2007
- شوربة دجاج 2006 [4]
- Sir Alan Sugar Challenge 2006

## وصلات خارجية
- فرح أبو شويشة على موقع IMDb (الإنجليزية)
- فرح أبو شويشة على موقع ألو سيني (الفرنسية)
- فرح أبو شويشة على موقع أول موفي (الإنجليزية)
- فرح أبو شويشة على موقع قاعدة بيانات الفيلم (الإنجليزية)
- فرح أبو شويشة على موقع كينوبويسك (الروسية)

- Rocliffe